# Ferdinand Kastner
Ferdinand Kastner SAC (* 21. Juni 1896; † 14. Dezember 1962) war ein deutscher römisch-katholischer Theologe, Geistlicher, Ordensmann und Autor geistlicher Schriften.

## Leben
Er legte seine erste Profess am 15. Oktober 1920 ab und empfing am 14. Juni 1924 die Priesterweihe. 1928 promovierte er in Bonn bei Arnold Rademacher mit der Dissertation Die Gotteskindschaft. Mit besonderer Berücksichtigung der Lehre von M. Jos. Scheeben.
Während seiner Zeit als Schüler des Studienheims der Pallottiner in Schönstatt erlebte Kastner den Beginn der Schönstattbewegung mit. Er wurde ein Schüler und Mitarbeiter von Josef Kentenich. Von 1930 bis 1935 redigierte er die Zeitschrift der Schönstattbewegung Mater Ter Admirabilis, bis diese von den Nationalsozialisten verboten wurde. Er publizierte verschiedene Bücher zur Geschichte und Spiritualität der Schönstattbewegung. Zeitweilig war er Standesleiter der Schönstatt-Priesterliga und, nach der Verbannung Kentenichs, von 1951 bis 1955 Bewegungsleiter der Schönstattbewegung.
Später arbeitete er eng mit dem italienischen Theologen Riccardo Lombardi in der von diesem 1952 gegründeten Bewegung für eine bessere Welt zusammen.

## Schriften (Auswahl)
- Marianische Christusgestaltung der Welt, Paderborn 1936
- Der Werktagsheilige in der Schule des Vorsehungsglaubens, Paderborn 1938
- Unter dem Schutze Mariens, Paderborn 1939
- Marienherrlichkeiten, Limburg 1946
- In der Erwartung des Heiligen Geistes, Limburg 1947
- Heiliges Marienland, Limburg 1947
- Gefährten des Herrn, Limburg 1948